# Lixus

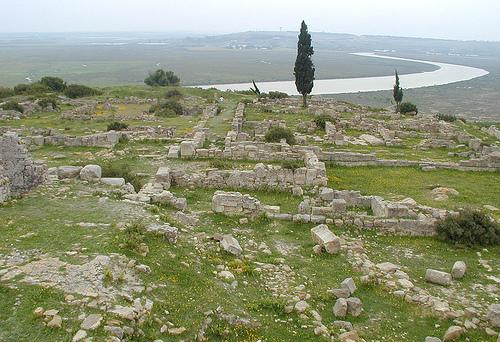
Die Ruinen von Lixus liegen auf einem Hügel oberhalb des Oued Loukos.

Römerstädte in Nordafrika

Lixus (phön.: Lks) war eine phönizische und römische Stadt und Handelsniederlassung am Atlantik im Nordwesten Marokkos. Die Ruinenstätte von Lixus wurde im Jahr 1995 auf die Tentativliste des UNESCO-Weltkulturerbes gesetzt.

## Legende
Bereits in der Antike wurde Lixus mit dem Platz gleichgesetzt, an dem Herakles die goldenen Äpfel aus dem Garten der Hesperiden stahl.

## Lage
Die antike Ruinenstätte von Lixus liegt auf einem etwa 3 km landeinwärts gelegenen Hügel gegenüber der heutigen Stadt Larache. Am Fuß des Hügels befanden sich ehemals die Mündung des Oued Loukos und der antike Hafen. Die Straße N 1 nach Tanger läuft unmittelbar an den Garumbecken von Lixus vorbei.

## Geschichte

### Phönizier
Einer Überlieferung zufolge wurde Lixus etwas mehr als 80 Jahre nach dem Trojanischen Krieg durch Phönizier aus Tyros gegründet, weshalb ein Gründungsdatum um 1100 v. Chr. angenommen wurde; jedoch kann eine solch frühe Gründung archäologisch nicht bestätigt werden. Die frühesten Funde lassen sich ins späte 9. oder frühe 8. Jahrhundert v. Chr. datieren. Der Handel mit den phönizischen Kolonien am Atlantik und im Mittelmeer soll ungefähr zur gleichen Zeit wie in Gades eingesetzt haben. Später gelangte die Stadt unter karthagischen Einfluss. Sie war als Handelskontor der Phönizier bzw. Karthager für das erzreiche Hinterland, einem Ausläufer des Atlas, von großer Bedeutung. Dort wurden Gold, Kupfer, Eisen und Blei gewonnen.

### Numider

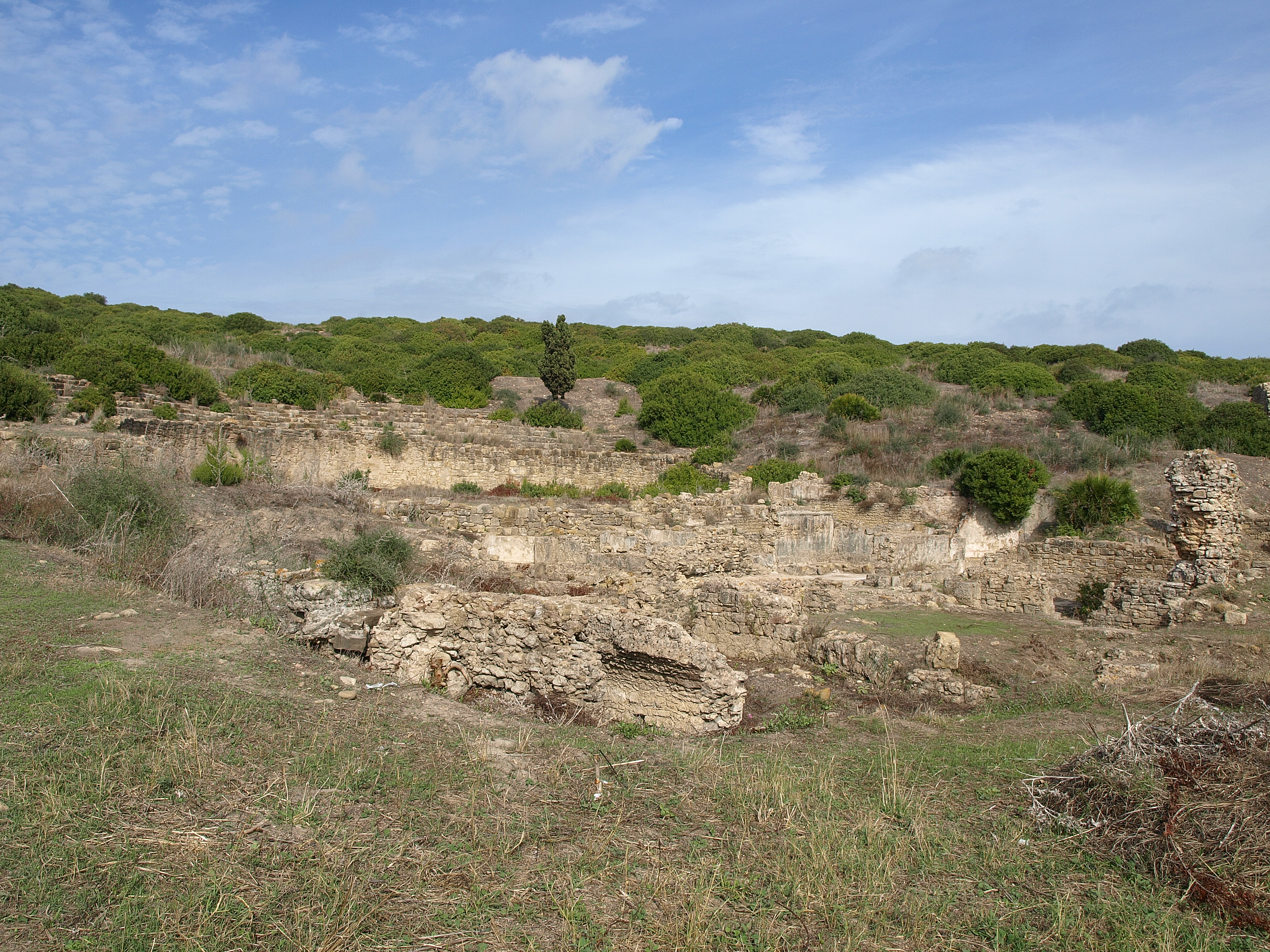
Lixus – Theater/Amphitheater

Die Überreste einiger Monumentalbauten von Lixus stammen möglicherweise aus der Zeit des Numiderkönigs Juba II., der um die Zeitenwende das Königreich Mauretanien regierte. Es sind jedoch nur spärliche Reste erhalten. Im Jahre 40 n. Chr. wurde sein Sohn und Nachfolger, Ptolemäus II., auf Befehl des Kaisers Caligula in Rom ermordet.

### Römer
In der römischen Kaiserzeit gehörte Lixus zu der von Kaiser Claudius im Jahr 42 geschaffenen Provinz Mauretania Tingitana. Es erlebte durch den Handel und den Schiffstransport von Getreide, Oliven und vor allem von Garum, einer zur römischen Zeit beliebten salzigen Fischsauce, eine wirtschaftliche Blüte und wurde reich mit Bauten ausgestattet; auch ein Theater, welches auch als Amphitheater diente, wurde gebaut; darüber hinaus entstanden Tempel, Thermen, Forum und andere öffentliche Bauten sowie private Villen (teilweise mit Mosaikfußböden). Während der Spätantike wurde mitten durch die Stadt eine etwa 2–3 m hohe Mauer gezogen – möglicherweise der Versuch einer Trennung von römischer und einheimischer Bevölkerung. Lixus wurde im 4. Jahrhundert n. Chr. von den Römern aufgegeben, aber danach noch zeitweise von Berbern besiedelt.

## Ausgrabungen
Während einer langen und mehrfach unterbrochenen Ausgrabungskampagne in den Jahren 1949 bis etwa 1970 wurde das Zentrum – d. h. etwa 20 % der ehemaligen Gesamtfläche – des antiken Stadtgebietes untersucht. Einige Mosaikfunde aus römischer Zeit wurden ins Archäologische Museum von Tétouan verbracht. Die Seitenwange eines Thronsitzes mit der – möglicherweise noch aus phönizischer Zeit stammenden – Darstellung einer Sphinx ist heute im Archäologischen Museum von Rabat zu sehen.

## Bedeutung
Nach Volubilis ist Lixus die bedeutendste antike Ausgrabungsstätte in Marokko. Dennoch ist ein Besuch der Ruinen nur für Fachleute interessant. Ein Blick auf die – am Fuße des Hügels und unweit des antiken Hafens gelegenen – Garumbecken sowie auf die Überreste des Theater/Amphitheaters und die Grundmauern eines kleinen apsidialen Bauwerks, das man als spätantike Kirche oder sogar als frühe Moschee angesehen hat, genügen in der Regel.

## Museum
Im April 2019 wurde in der Ruinenstääte von Lixus ein archäologisches Museum eröffnet.